# Cratere Livny
Livny  è un cratere sulla superficie di Marte.